# さんすうレスキュー!
『さんすうレスキュー!』は、NHK Eテレで2022年10月12日から放送されている、小学1年生から3年生を対象とする算数教育番組である。

## 概要
全国の子供たちから届いた悩みに対して小学3年生のイチカとロボットの「レス」「キュー」が算数を用いて解決していくという内容で、2021年12月24日放送のパイロット版を経て本放送が開始された。
毎週月曜日と水曜日に放送しているが、月曜日放送の直後には、同じく小学1年生から3年生を対象とする算数番組『さんすう犬ワン』を続けて放送していた。
2023年度からは月曜日のみの放送となった。
2025年度前期は高学年向け算数番組が一時的に休止になることにより、算数番組が本番組のみとなる。

## 出演者
イチカ
演 - 川端夏奈
一見すると普通の小学3年生だが、実は、全国の小学生の悩みを算数の力で解決するヒーロー「さんすうレスキュー」として活動している。
算数は少し苦手だが、「レス」と「キュー」からアドバイスを受けながら取り組み、番組の最後には悩み解決の動画をアップロードする。
レス
声 - 松陰寺太勇（ぺこぱ）
ウサギのような姿をしたロボット。イチカが問題に行き詰ると耳が光りだし、この時に胸の部分についたガチャをイチカが回すと「キュー」の中から「おたすけアイテム」が現れる。
キュー
声 - シュウペイ（ぺこぱ）
ウサギのような耳がついたパソコン。全国の小学生の悩みが送られてくる。「おたすけアイテム」でイチカを助ける。
番組冒頭のやり取りでは、キューの画面にぺこぱの2人の写真が表示されるというのがお約束になっている。

## 放送時間
- 月曜　9:35〜9:45
- 水曜 16:50〜17:00

## 放送リスト
出典：
パイロット版
| タイトル                                     | 初回放送日     |
| -------------------------------------------- | -------------- |
| どうする？じょうほうの整理〜ぼうグラフと表〜 | 2021年12月24日 |

本放送
| 回 | タイトル                | 初回放送日     |
| -- | ----------------------- | -------------- |
| 01 | ひき算（1年）           | 2022年10月12日 |
| 02 | かさ（2年）             | 2022年10月24日 |
| 03 | 時こくと時間（3年）     | 2022年11月07日 |
| 04 | かけ算（2年）           | 2022年11月21日 |
| 05 | 100より大きい数（2年）  | 2022年12月05日 |
| 06 | たし算とひき算（1年）   | 2023年01月11日 |
| 07 | 小数（3年）             | 2023年01月23日 |
| 08 | 分数（2年）             | 2023年02月06日 |
| 09 | 円と球（3年）           | 2023年02月20日 |
| 10 | 図を使って考える（2年） | 2023年03月06日 |

## スタッフ
- 脚本 - 福田裕子
- 音楽 - 坂東邑真
- 衣装 - Atelier Inadome
- 人形製作 - 山本和弘
- CG制作 - CS.2 inc.
- イラスト制作 - アークデザイン